# Agrotis golickei
Agrotis golickei är en fjärilsart som beskrevs av Nicolas Grigorevich Erschoff 1871. Agrotis golickei ingår i släktet Agrotis och familjen nattflyn. Inga underarter finns listade i Catalogue of Life.